# Новоульяновка (Черноморский район)
Новоулья́новка (укр. Новоульяновка, крымскотат. Novoulyanovka, Новоульяновка) — село, расположенное на территории Черноморского района Республики Крым в составеМежводненского сельского поселения (согласно административно-территориальному делению Украины — Межводненского сельсовета Автономной Республики Крым).

## Население
| 2001 | 2014 |
| ---- | ---- |
| 301  | ↘239 |

Всеукраинская перепись 2001 года показала следующее распределение по носителям языка
| Язык             | Процент |
| ---------------- | ------- |
| русский          | 25.25   |
| украинский       | 23.59   |
| крымскотатарский | 8.64    |
| другие           | 0.66    |

### Динамика численности
- 1989 год — 266 чел.[10]
- 2001 год — 301 чел.[11]
- 2009 год — 350 чел.[12]
- 2014 год — 239 чел.[13]

## Современное состояние
На 2016 год в Новоульяновке числится 5 улиц и. Площадь, занимаемая селом, 166,6 гектара, на которой в 99 дворах, по данным сельсовета на 2009 год, числилось 350 жителей. Село связано автобусным сообщением с райцентром и соседними населёнными пунктами.
По сведениям сайта «Города и села Украины», было образовано в 1934—1935 годы, при этом согласно Списку населённых пунктов Крымской АССР по Всесоюзной переписи 17 декабря 1926 года, в хуторе Ново-Ульяновка, Керлеутского сельсовета Евпаторийского района, числилось 4 двора, население составляло 19 человек, из них 9 русских и 10 армян. Как село Ново-Ульяновка уже обозначено на карте 1938 года. По постановлению КрымЦИКа от 30 октября 1930 года «О реорганизации сети районов Крымской АССР», был образован Ак-Мечетский район (по другим данным 15 сентября 1931 года) и село включили в его состав.
С 25 июня 1946 года Новоульяновка в составе Крымской области РСФСР, а 26 апреля 1954 года Крымская область была передана из состава РСФСР в состав УССР. На 15 июня 1960 года село уже числилось в составе Межводненского сельсовета. По данным переписи 1989 года в селе проживало 266 человек. С 12 февраля 1991 года село в восстановленной Крымской АССР, 26 февраля 1992 года переименованной в Автономную Республику Крым. С 21 марта 2014 года — аннексировано Россией.
12 мая 2016 года парламент Украины, не признающий российскую аннексию, принял постановление о переименовании села в Коп-Аран (укр. Коп-Аран), в соответствии с законами о декоммунизации, однако данное решение не вступает в силу до «возвращения Крыма под общую юрисдикцию Украины».

## География
Новоульяновка — село на севере района, в степном Крыму, в вершине озера Джарылгач, в 16 км к юго-востоку от села Межводное, высота центра села над уровнем моря — 7 м. Ближайшее село — Водопойное в 0,5 км на север, райцентр Черноморское — примерно в 24 километрах (по шоссе), ближайшая железнодорожная станция — Евпатория — около 70 километров
.